# 徳島県道232号平島国府線
徳島県道232号平島国府線（とくしまけんどう232ごう へいしまこくふせん）は、徳島県名西郡石井町から徳島市に至る一般県道である。

## 概要
名西郡石井町高原から徳島市国府町府中に至る。道のほとんどが、1車線であるが、わずかに2車線の部分がある。また、名西郡石井町の沿線には小学校・中学校が多く並んでいる。

### 路線データ
- 起点：名西郡石井町高原（徳島県道30号徳島鴨島線）
- 終点：徳島市国府町府中（国道192号交点、徳島県道29号徳島環状線上、徳島県道123号神山国府線・徳島県道205号西黒田府中線終点）
- 総延長：8.017 km（他に旧道0.2 km）[1]

## 歴史
- 1959年（昭和34年）1月31日 - 徳島県道95号平島国府線として認定。
- 1972年（昭和47年）3月10日 - 現在の徳島県道232号として再認定。

## 路線状況

### 重複区間
- 徳島県道230号第十白鳥線（名西郡石井町高川原）
- 徳島県道206号西黒田中村線現道（徳島市国府町日開）
- 徳島県道152号府中停車場線（徳島市国府町府中）
- 徳島県道29号徳島環状線・徳島県道205号西黒田府中線（徳島市国府町府中）

### 道路施設

#### 橋梁
- 高浦橋（飯尾川、名西郡石井町）
- 西地川（渡内川、名西郡石井町）

## 地理

### 通過する自治体
- 徳島県
  - 名西郡石井町 - 徳島市

### 交差する道路
| 交差する道路 | 市町村名 | 市町村名 | 交差する場所 | 交差する場所 |
| --- | -------- | -------- | ------------ | ------------ |
| 徳島県道30号徳島鴨島線 | 名西郡   | 石井町   | 高原         | 起点         |
| 徳島県道231号高原石井線 | 名西郡   | 石井町   | 浦庄         |              |
| 徳島県道・香川県道34号石井引田線                                                                                            | 名西郡   | 石井町   | 高川原       |              |
| 徳島県道230号第十白鳥線 重複区間起点                                                                                        | 名西郡   | 石井町   | 高川原       |              |
| 徳島県道230号第十白鳥線 重複区間終点                                                                                        | 名西郡   | 石井町   | 高川原       |              |
| 徳島県道29号徳島環状線 / 新道                                                                                               | 徳島市   | 徳島市   | 国府町敷地   |              |
| 徳島県道206号西黒田中村線 / 現道 重複区間起点                                                                               | 徳島市   | 徳島市   | 国府町日開   |              |
| 徳島県道206号西黒田中村線 / 現道 重複区間終点                                                                               | 徳島市   | 徳島市   | 国府町日開   |              |
| 徳島県道152号府中停車場線 重複区間起点                                                                                      | 徳島市   | 徳島市   | 国府町府中   |              |
| 徳島県道152号府中停車場線 重複区間終点                                                                                      | 徳島市   | 徳島市   | 国府町府中   |              |
| 徳島県道29号徳島環状線 重複区間起点 徳島県道205号西黒田府中線 重複区間起点                                                  | 徳島市   | 徳島市   | 国府町府中   |              |
| 国道192号 国道318号 重複 徳島県道29号徳島環状線 重複区間終点 徳島県道123号神山国府線 徳島県道205号西黒田府中線 重複区間終点 | 徳島市   | 徳島市   | 国府町府中   | 終点         |

### 沿線
- 石井町立高浦中学校
- 石井町立石井中学校
- 石井町役場
- 石井町立高川原小学校
- 加賀屋醤油
- 吉野川生コン
- 日本ハム徳島工場
- JR四国徳島線 府中駅
- 徳島市国府小学校（終点付近）